# Kevin Ullyett
Kevin Ullyett (Harare, 23 de Maio de 1972) é um ex-tenista profissional do Zimbábue. Ganhador de três Grand Slams.
Ullyett, nascido na capital do Zimbabue, Harare, é um dos principais tenistas do país, só perde para Wayne Black, mas faz parte duma geração de esportistas famosos do pais, como a nadadora  Kirsty Coventry e a número um em duplas femininas, Cara Black. Possui 2 Grand Slam em duplas, ambos ganhos com Wayne Black, e um Grand Slam em Duplas Mistas com Daniela Hantuchova. Em 2009, fez dupla fixa com o brasileiro Bruno Soares. Ullyett disputou as Olimpíadas de Sydney, e foi representante e um dos principais nomes da equipe do Zimbábue na Copa Davis.

## Grand Slam títulos (3)

### Duplas (2)
| Ano  | Campeonato      | Parceiro    | Oponentes                   | Placar              |
| 2001 | US Open         | Wayne Black | Donald Johnson Jared Palmer | 7–6(11–9), 2–6, 6–3 |
| 2005 | Australian Open | Wayne Black | Bob Bryan Mike Bryan        | 6–4, 6–4            |

### Duplas Mistas (1)
| Ano  | Campeonato      | Parceira           | Oponentes                 | Placar   |
| 2002 | Australian Open | Daniela Hantuchová | Gastón Etlis Paola Suárez | 6–3, 6–2 |

## ATP Tour finais (58 )
| Legenda                           |
| Grand Slam (2)                    |
| Tennis Masters Cup (0)            |
| ATP Masters Series (5)            |
| ATP International Series Gold (4) |
| ATP Tour (23)                     |

| Títulos por Piso |
| Duro (21)        |
| Saibro (6)       |
| Grama (3)        |
| Carpete (3)      |

| Resultado | N.  | Data              | Torneio                                 | Piso     | Parceiro           | Oponentes                           | Placar                         |
| --------- | --- | ----------------- | --------------------------------------- | -------- | ------------------ | ----------------------------------- | ------------------------------ |
| Vice      | 1.  | 29 Abril 1996     | Seul                                    | Duro     | Kent Kinnear       | Rick Leach Jonathan Stark           | 4–6, 4–6                       |
| Campeão   | 1.  | 3 Fevereiro 1997  | Shanghai, China                         | Carpete  | Max Mirnyi         | Tomas Nydahl Stefano Pescosolido    | 7–6, 6–7, 7–5                  |
| Campeão   | 2.  | 27 Abril 1998     | Orlando, Florida, EUA                   | Saibro   | Grant Stafford     | Michael Tebbutt Mikael Tillström    | 4–6, 6–4, 7–5                  |
| Campeão   | 3.  | 11 Maio 1998      | Coral Springs, Florida, EUA             | Saibro   | Grant Stafford     | Mark Merklein Vince Spadea          | 7–5, 6–4                       |
| Campeão   | 4.  | 27 Julho 1998     | Washington, D.C., EUA                   | Duro     | Grant Stafford     | Wayne Ferreira Patrick Galbraith    | 6–3, 7–5                       |
| Campeão   | 5.  | 21 Setembro 1998  | Bournemouth                             | Saibro   | Neil Broad         | Wayne Arthurs Alberto Berasategui   | 7–6, 6–3                       |
| Vice      | 2.  | 12 Outubro 1998   | Basel                                   | Duro (i) | Piet Norval        | Olivier Delaître Fabrice Santoro    | 3–6, 6–7                       |
| Vice      | 3.  | 11 Janeiro 1999   | Doha, Qatar                             | Duro     | Piet Norval        | Alex O'Brien Jared Palmer           | 3–6, 4–6                       |
| Vice      | 4.  | 18 Outubro 1999   | Viena, Austria                          | Duro (i) | Piet Norval        | David Prinosil Sandon Stolle        | 3–6, 4–6                       |
| Campeão   | 6.  | 25 Outubro 1999   | Lyon                                    | Carpete  | Piet Norval        | Wayne Ferreira Sandon Stolle        | 4–6, 7–6(7–5), 7–6(7–4)        |
| Campeão   | 7.  | 15 Novembro 1999  | Estocolmo                               | Duro (i) | Piet Norval        | Jan-Michael Gambill Scott Humphries | 7–5, 6–3                       |
| Campeão   | 8.  | 28 Agosto 2000    | Long Island, EUA                        | Duro     | Jonathan Stark     | Jan-Michael Gambill Scott Humphries | 6–4, 6–4                       |
| Campeão   | 9.  | 9 Outubro 2000    | Hong Kong                               | Duro     | Wayne Black        | Dominik Hrbatý David Prinosil       | 6–1, 6–2                       |
| Campeão   | 10. | 13 Novembro 2000  | St. Petersburg, Russia                  | Duro (i) | Daniel Nestor      | Thomas Shimada Myles Wakefield      | 7–6(7–5), 7–5                  |
| Campeão   | 11. | 19 Fevereiro 2001 | Copenhague                              | Duro (i) | Wayne Black        | Jiří Novák David Rikl               | 6–3, 6–3                       |
| Campeão   | 12. | 27 Agosto 2001    | Long Island, Nova York, EUA             | Duro     | Jonathan Stark     | Leoš Friedl Radek Štěpánek          | 6–1, 6–4                       |
| Campeão   | 13. | 10 Setembro 2001  | US Open, New York City                  | Duro     | Wayne Black        | Donald Johnson Jared Palmer         | 7–6(11–9), 2–6, 6–3            |
| Campeão   | 14. | 7 Janeiro2002     | Adelaide, Australia                     | Duro     | Wayne Black        | Bob Bryan Mike Bryan                | 7–5, 6–2                       |
| Campeão   | 15. | 4 Março 2002      | San Jose, Califórnia, EUA               | Duro (i) | Wayne Black        | John-Laffnie de Jager Robbie Koenig | 6–3, 4–6, [10–5]               |
| Vice      | 5.  | 13 Maio 2002      | Roma                                    | Saibro   | Wayne Black        | Martin Damm Cyril Suk               | 5–7, 5–7                       |
| Campeão   | 16. | 17 Junho 2002     | Queen's Club, Londres                   | Grama    | Wayne Black        | Mahesh Bhupathi Max Mirnyi          | 7–6(7–5), 3–6, 6–3             |
| Campeão   | 17. | 19 Agosto 2002    | Washington, D.C., USA                   | Duro     | Wayne Black        | Bob Bryan Mike Bryan                | 7–6(7–4), 4–6, 6–3             |
| Campeão   | 18. | 14 Outubro 2002   | Lyon, França                            | Carpete  | Wayne Black        | Mark Knowles Daniel Nestor          | 6–4, 3–6, 7–6(7–3)             |
| Campeão   | 19. | 28 Outubro 2002   | Stockholm Open, Suécia                  | Duro (i) | Wayne Black        | Wayne Arthurs Paul Hanley           | 6–4, 2–6, 7–6(7–4)             |
| Vice      | 6.  | 3 Março 2003      | Dubai                                   | Duro     | Wayne Black        | Leander Paes David Rikl             | 3–6, 0–6                       |
| Campeão   | 20. | 5 Maio 2003       | Munique, Alemanha                       | Saibro   | Wayne Black        | Joshua Eagle Jared Palmer           | 6–3, 7–5                       |
| Vice      | 7.  | 21 Julho 2003     | Stuttgart                               | Saibro   | Yevgeny Kafelnikov | Tomáš Cibulec Pavel Vízner          | 6–3, 3–6, 4–6                  |
| Vice      | 8.  | 6 Outubro 2003    | Moscou, Russia                          | Carpete  | Wayne Black        | Mahesh Bhupathi Max Mirnyi          | 3–6, 5–7                       |
| Vice      | 9.  | 20 Outubro 2003   | Madrid                                  | Duro (i) | Wayne Black        | Mahesh Bhupathi Max Mirnyi          | 2–6, 6–2, 3–6                  |
| Vice      | 10. | 22 Março 2004     | Indian Wells, EUA                       | Duro     | Wayne Black        | Sébastien Grosjean Arnaud Clément   | 3–6, 6–4, 5–7                  |
| Campeão   | 21. | 5 Abril 2004      | Key Biscayne, Florida, EUA              | Duro     | Wayne Black        | Jonas Björkman Todd Woodbridge      | 6–2, 7–6(14–12)                |
| Campeão   | 22. | 17 Maio 2004      | Hamburgo                                | Saibro   | Wayne Black        | Bob Bryan Mike Bryan                | 6–1, 6–2                       |
| Vice      | 11. | 26 Julho 2004     | Indianapolis, Indiana, EUA              | Duro     | Wayne Black        | Jordan Kerr Jim Thomas              | 7–6(9–7), 6–7(3–7), 3–6        |
| Vice      | 12. | 8 Novembro 2004   | Paris, França                           | CarpetE  | Wayne Black        | Jonas Björkman Todd Woodbridge      | 3–6, 4–6                       |
| Vice      | 13. | 21 Novembro 2004  | Tennis Masters Cup, Houston, Texas, EUA | Duro     | Wayne Black        | Bob Bryan Mike Bryan                | 6–4, 5–7, 4–6, 2–6             |
| Campeão   | 23. | 31 Janeiro 2005   | Australian Open, Melbourne              | Duro     | Wayne Black        | Bob Bryan Mike Bryan                | 6–4, 6–4                       |
| Vice      | 14. | 4 Abril 2005      | Key Biscayne, Florida, EUA              | Duro     | Wayne Black        | Jonas Björkman Max Mirnyi           | 1–6, 2–6                       |
| Vice      | 15. | 8 Agosto 2005     | Washington, D.C., EUA                   | Duro     | Wayne Black        | Bob Bryan Mike Bryan                | 4–6, 2–6                       |
| Campeão   | 24. | 15 Agosto 2005    | Montreal                                | Duro     | Wayne Black        | Jonathan Erlich Andy Ram            | 7–6(7–2), 6–4                  |
| Vice      | 16. | 22 Agosto 2005    | Cincinnati, Ohio, EUA                   | Duro     | Wayne Black        | Jonas Björkman Max Mirnyi           | 4–6, 7–5, 2–6                  |
| Vice      | 17. | 9 Janeiro 2006    | Adelaide, Australia                     | Duro     | Paul Hanley        | Jonathan Erlich Andy Ram            | 6–7(4–7), 6–7(10–12)           |
| Campeão   | 25. | 27 Fevereiro 2006 | Rotterdam                               | Duro (i) | Paul Hanley        | Jonathan Erlich Andy Ram            | 7–6(7–4), 7–6(7–2)             |
| Campeão   | 26. | 6 Março 2006      | Dubai                                   | Duro     | Paul Hanley        | Mark Knowles Daniel Nestor          | 1–6, 6–2, [10–1]               |
| Campeão   | 27. | 22 Maio 2006      | Hamburgo, Alemanha                      | Saibro   | Paul Hanley        | Mark Knowles Daniel Nestor          | 4–6, 7–6(7–5), [10–4]          |
| Campeão   | 28. | 19 Junho 2006     | Queen's Club, Londres, Inglaterra       | Grama    | Paul Hanley        | Jonas Björkman Max Mirnyi           | 6–4, 7–6(7–5)                  |
| Vice      | 18. | 7 Agosto 2006     | Washington, D.C., EUA                   | Duro     | Paul Hanley        | Bob Bryan Mike Bryan                | 3–6, 7–5, [3–10]               |
| Vice      | 19. | 14 Agosto 2006    | Toronto                                 | Duro     | Paul Hanley        | Bob Bryan Mike Bryan                | 5–7, 1–6                       |
| Campeão   | 29. | 16 Outubro 2006   | Stockholm Open, Suécia                  | Duro (i) | Paul Hanley        | Olivier Rochus Kristof Vliegen      | 7–6(7–2), 6–4                  |
| Campeão   | 30. | 15 Janeiro 2007   | Sydney                                  | Duro     | Paul Hanley        | Mark Knowles Daniel Nestor          | 6–4, 6–7(3–7), [10–6]          |
| Vice      | 20. | 12 Agosto 2007    | Montréal                                | Duro     | Paul Hanley        | Mahesh Bhupati Pavel Vízner         | 4–6, 4–6                       |
| Vice      | 21. | 21 Abril 2008     | Estoril, Portugal                       | Saibro   | Jamie Murray       | Jeff Coetzee Wesley Moodie          | 2–6, 6–4, [8–10]               |
| Campeão   | 31. | 16 Junho 2008     | Nottingham, United Kingdom              | Grama    | Bruno Soares       | Jeff Coetzee Jamie Murray           | 6–2, 7–6(7–5)                  |
| Vice      | 22. | 5 Julho 2008      | Wimbledon, Londres                      | Grama    | Jonas Björkman     | Daniel Nestor Nenad Zimonjić        | 6–7(12–14), 7–6(7–3), 3–6, 3–6 |
| Vice      | 23. | 17 Agosto 2008    | Washington, D.C., EUA                   | Duro     | Bruno Soares       | Marc Gicquel Robert Lindstedt       | 6–7(3–7), 3–6                  |
| Campeão   | 32. | 12 Outubro 2008   | Stockholm Open, Suécia                  | Hard (i) | Jonas Björkman     | Johan Brunström Michael Ryderstedt  | 6–1, 6–3                       |
| Campeão   | 33. | 2 Novembro 2008   | Paris, França                           | Duro (i) | Jonas Björkman     | Jeff Coetzee Wesley Moodie          | 6–2, 6–2                       |
| Vice      | 24. | 29 Agosto 2009    | New Haven, EUA                          | Duro     | Bruno Soares       | Julian Knowle Jürgen Melzer         | 4–6, 6–7(3–7)                  |
| Campeão   | 34. | 25 Outubro 2009   | Stockholm Open, Suécia                  | Duro (i) | Bruno Soares       | Simon Aspelin Paul Hanley           | 6–4, 7–6(7–4)                  |